# Bernard Haitink
Bernard Johan Herman Haitink (ur. 4 marca 1929 w Amsterdamie, zm. 21 października 2021 w Londynie) – holenderski dyrygent.
Dyrygował wieloma orkiestrami uznawanymi za najbardziej renomowane, w swoim dorobku ma nagrania choćby z londyńską Covent Garden czy z festiwalu operowego w Glyndebourne, którego był muzycznym dyrektorem w latach 1978–1988. Nagrał cały cykl Pierścienia Nibelunga Wagnera z Orkiestrą Symfoniczną Bawarskiego Radia. Z Haitinkiem współpracowali m.in. Kiri Te Kanawa, Theo Adam, Władimir Aszkenazi, Emanuel Ax, Alfred Brendel, James Morris, Benjamin Luxon, May Sandoz, Bryn Terfel, Cheryl Studer, Éva Marton, Siegfried Jerusalem, Jadwiga Rappé, Barbara Frittoli, Krystian Zimerman.
Otrzymał Nagrodę Grammy w 2008.

## Odznaczenia
- 1969 – Oficer Orderu Oranje-Nassau (Holandia)[2]
- 1972 – Kawaler Orderu Sztuki i Literatury (Francja)[3]
- 1977 – Oficer Orderu Korony (Belgia)[3]
- 1977 – Kawaler Komandor Orderu Imperium Brytyjskiego (KBE)[3][4]
- 1980 – Kawaler Orderu Lwa Niderlandzkiego (Holandia)[2]
- 1988 – Komandor Orderu Oranje-Nassau (Holandia)[2]
- 1998 – Medal Honorowy za Sztukę i Naukę Orderu Domowego Orańskiego (Holandia)[5]
- 2002 – Order Towarzyszy Honoru (Wielka Brytania)[2][4]
- 2017 – Komandor Orderu Lwa Niderlandzkiego (Holandia)[2]